# Обсадата на Пинчгът
„Обсадата на Пинчгът“ (на английски: The Siege of Pinchgut), известен още като Четирима отчаяни мъже (на английски: Four Desperate Men) е британски трилър от 1959 година, чието действие се развива в Австралия.

## Сюжет
Една линейка се движи по улиците на Сидни, открадната от избягалия затворник Мат Кърк (Алдо Рей), който е бил на лечение в болницата и неговите съучастници, брат му Джони (Нийл Маккалъм), италианеца Лука (Карло Джустини) и Бърт (Виктор Мадърн). Те пътуват към пристанището с намерение да се качат на отплаващ кораб, който да ги отведе на север. Въпреки че лодката им се разваля още преди да са напуснали пристанището на Сидни, те решават да потърсят убежище на близкото островче Форт Денисън, известно още като Пинчгът, без да подозират, че там се е нанесъл Пат Фултън (Гери Дъган), заедно със съпругата си, госпожа Фултън (Барбара Мълън) и дъщеря им Ан (Хедър Сиърс).
Кърк и съучастниците му взимат семейство Фултън за заложници и решават да изчакат до следващата нощ, за да напуснат острова. През деня на острова акостира лодка с туристи, но Пат Фултън успява да запази самообладание и се държи така, всякаш всичко е нормално. Въпреки това, когато полицейският офицер Мейси (Грант Тейлър) пристига в крепостта, за да донесе мляко и други провизии, Ан Фултън започва да крещи за помощ и предупреждава органите на реда за присъствието на похитителите.
Пинчгът моментално е обсаден от полицията, под ръководството на полицейския началник Хана (Алън Тилвърн). Първоначално Мат Кърк не желае да нарани никого, но е разстроен, след като Мейси стреля и ранява Джони. Бърт, който е бивш военноморски артилерист, обяснява, че оръдието на Форт Денисън може да бъде заредено със снаряд и да се стреля по закотвения наблизо в пристанището кораб с муниции и взрива да причини щети, подобни на голямата експлозия в Бомбай през 1944 година. Въпреки това, снарядите за оръдието са заключени зад три дебели врати в подземието на форта и ще са им необходими огромни усилия, за да ги отворят. Кърк започва преговори с полицията, като желае присъдата му да бъде преразгледана в замяна на това да не стреля с оръдието.
Полицията заповядва да бъдат евакуирани кварталите в близост до пристанището и започват внимателно да разтоварват кораба с боеприпасите, а снайперисти заемат позиция в близост до крепостта в изчакване на мирното развитие на преговорите с похитителите за тяхното предаване. Раненият Джони започва да се влюбва в Ан Фултън и предлага да се предадат, но Мат категорично отказва. Лука е застрелян от снайперистите, а през това време един моряк на кораба с боеприпасите е затрупан от паднали снаряди. Бърт и Мат успяват да измъкнат един снаряд и когато се опитват да заредят оръдието, Бърт е прострелян смъртоносно. Мат зарежда оръдието и се подготвя за изстрел, когато Джони му разкрива, че е повредил ударника. Побеснелият Мат се опитва да убие Джони. Тогава полицейски отряд, предвождан от Хана, щурмува острова и Мат е застрелян. Оцелелият Джони е арестуван и отведен, но Пат Фултън обещава да се застъпи за него.

## В ролите
- Алдо Рей като Мат Кърк
- Хедър Сиърс като Ан Фултън
- Нийл Маккалъм като Джони Кърк
- Виктор Мадърн като Бърт
- Карло Джустини като Лука
- Алън Тилвърн като полицейския началник Хана
- Барбара Мълън като госпожа Фултън
- Гери Дъган като Пат Фултън
- Кенет Уорън като полицейския инспектор
- Грант Тейлър като полицейския офицер Мейси
- Дерик Барнс като сержант Дрейк
- Ричард Върнън като държавния секретар
- Юън Макдъф като морския капитан
- Мартин Боди като бригадния генерал
- Макс Робъртсън като моторизирания полицай
- Джон Пъси като малкото момче
- Фред Абът като полицейския офицер
- Джок Ливай като полицая

## Продукция
Подготовката за заснемането на филма започва през февруари 1958 година, но самите снимки стартират няколко месеца по-късно, през ноември същата година в Австралия. Филмът е завършен през 1959 година и премиерата му е през август във Великобритания.

## Номинации
- Номинация за БАФТА за най-впечатляващ дебют в киното на Гери Дъган от 1960 година.
- Номинация за Златна мечка за най-добър филм от Международния кинофестивал в Берлин през 1959 година.[1]